# Апостолидис срещу Орамс
Дело C-420/07 „Апостолидис срещу Орамс“ (Apostolides v Orams) е съдебно дело от практиката на Съда на Европейския съюз, с решението си по което Съдът постановява, че съдебните юрисдикции на държавите – членки на Европейския съюз, са длъжни да признават и прилагат съдебни решения, произнесени от съдилищата на Република Кипър по търговски и граждански дела, отнасящи се до имущество, намиращо се на територията на остров Кипър, върху която правителството на Република Кипър не осъществява ефективен контрол (т.е. територията на Севернокипърската турска република).
Решението на Съда по делото Апостолидис срещу Орамс е емблематично, тъй като дава възможност на кипърските гърци, експулсирани от окупираните след 1974 г. територии на Северен Кипър, да защитават имуществените си права в Северен Кипър пред съдилищата на територията на Република Кипър и Европейския съюз.

## Предистория
След нахлуването на военни сили на Република Турция на остров Кипър през 1974 г., територията на острова се оказва разделена на две части – гръцка, южна кипърска зона, и турска, северна кипърска зона. Южната част на острова продължава да се контролира от международно признатата Република Кипър, която съгласно международното право представлява целия остров, но де факто не контролира северните му части, където е създадена т.н Севернокипърска турска република, призната единствено от Турция. В резултат на разделението множество представители на гръцката и турската етническа общност напускат като бежанци или са експулсирани от двете части на острова. Властите в Севернокипърската турска република обявяват имотите на напусналите тази част на острова кипърски гърци за държавна собственост и впоследствие ги прехвърлят на частни лица. Сред тези имоти е и собствеността на семейството на архитекта Мелетис Апостолидис в град Лапитос, областта Кирения, което било от прогонените през 1974 г. През 2002 г. английската семейна двойка Дейвид Чарлз и Линда Елизабет Орамс от Хоув, графство Съсекс, закупуват имота на Апостолидис от трето лице, което от своя страна го придобило от севернокипърските власти. Семейство Орамс инвестирало 160 хиляди британски лири, за да закупи имота и да построи върху него лятна ваканционна вила. През 2003 г. севернокипърските власти либерализират пропускателния режим в зоната, позволявайки на гърците, избягали в южната част, отново да посетят родните си места. През 2003 г. Мелетис Апостолидис посещава имота в Лапитос и установява, че той е зает от луксозната вила, построена от семейство Орамс.
Семейството на господин Апостолидис обаче претендира за възстановяване на собствеността си върху имота и повдига съдебен иск срещу Орамс пред Районния съд в Никозия.

## Делото в Кипър
Районният съд в Никозия препраща жалбата на Апостолидис до съпрузите Ормас в Лапитос с призовка, написана на гръцки език и приканваща ги да се явят в установените срокове пред съда, за да направят изявления като ответна страна по делото. Възпрепятствани от факта, че не разбират гръцки език и от невъзможността да открият своевременно адвокат в северната част на острова, който да е правоспособен пред съдилищата на Република Кипър, семейство Орамс не успяват да направят изявление пред съда в Никозия в установения десетдневен срок, поради което на 9 ноември 2004 Районният съд се произнася с неприсъствено съдебно решение, според което семейство Орамс са задължени:
- да премахнат вилата, басейна и оградата, изградени от тях върху недвижимия имот;
- да предоставят незабавно на господин Апостолидис свободното владение на недвижимия имот;
- да заплатят на господин Апостолидис различни суми като специални обезщетения и като пропуснати ползи за всеки месец (а именно наем) до пълното изпълнение на съдебното решение, като върху посочените суми се начисляват лихви;
- да преустановят всякакви незаконосъобразни действия в недвижимия имот от тяхна страна или от страна на упълномощени от тях лица, и
- да заплатят различни суми като съдебни разноски (заедно със съответните лихви).

Решението на съда е обжалвано от семейство Орамс пред Върховния съд на Кипър, който от своя страна отхвърля обжалването им.

## Делото в Англия
Тъй като разделението на Кипър възпрепятства изпълнението на постановлението на съда в Никозия на територията на Севернокипърската турска република, Апостолидис използва европейското законодателство, за да регистрира решението на кипърския съд пред съда в Англия и да настоява за неговото изпълнение в Англия. На първа инстанция английският съд, на основание чл. 41 от Регламент (EO) № 44/2001, приема решенията на кипърските съдилища срещу Орамс за изпълними в Англия. Решението на първата инстанция обаче е успешно обжалвано от английското семейство и през 2006 английският съдът се произнася в негова полза. От своя страна адвокатите на Апостолидис обжалват това решение пред Апелативния съд на Нейно Величество.

## Делото пред Съда на Европейския съюз
Пред Апелативния съд Апостолидис се позовава на разпоредбите на Регламент (EO) № 44/2001, задължаващ съда в дадена държава членка да признае за изпълнимо на нейна територия съдебно решение по търговско или гражданско дело, произнесено от съдебна юрисдикция на друга държава членка. От своя страна адвокатите на семейство Орамс противопоставят разпоредбите на регламента на Протокол № 10 за Кипър от Акта относно условията на присъединяването [към Европейския съюз] на Чешката република, Република Естония, Република Кипър, Република Латвия, Република Литва, Република Унгария, Република Малта, Република Полша, Република Словения и Словашката република и промените в учредителните договори на Европейския съюз от 2003 г. В този протокол страните се договарят, че постиженията на правото на Съюза не могат да се прилагат по отношение на териториите на остров Кипър, върху които правителството на Република Кипър няма ефективен контрол. Изправен пред ситуацията в едно дело да се противопоставят две различни разпоредби от правото на Съюза, и без да притежава правото да тълкува или интерпретира отношението между тези разпоредби, Апелативният съд спира разглеждането на делото и с акт от 19 юни 2007 отправя преюдициално запитване към Съда на Европейския съюз в Люксембург:
| „     | 1. ..... Дали спирането с член 1, параграф 1 от Протокол № 10 към Акта за присъединяване на Кипър към ЕС от 2003 г. на прилагането на достиженията на правото на Общността в северната зона препятства възможността съд на държава-членка да признае и приведе в изпълнение решение, постановено от съд на Република Кипър с район на действие в контролираната от правителството зона, отнасящо се до собственост в северната зона, когато такова признаване и изпълнение се иска съгласно Регламент (ЕО) № 44/2001 на Съвета от 22 декември 2000 година относно компетентността, признаването и изпълнението на съдебни решения по граждански и търговски дела (1) („Регламент № 44/2001“), който е част от достиженията на правото на Общността? 2. Дали член 35, параграф 1 от Регламент № 44/2001 дава право или задължава съд на държава-членка да откаже да признае и да приведе в изпълнение решение, постановено от съдилищата на друга държава-членка, отнасящо се до собственост в зона на последната, върху която правителството на тази държава-членка не упражнява ефективен контрол? По-специално, дали такова решение противоречи на член 22 от Регламент № 44/2001? 3. Дали решение на съд на държава-членка с район на действие в зона от тази държава, върху която правителството ѝ упражнява ефективен контрол, отнасящо се до собственост в зона от тази държава, върху която нейното правителство не упражнява ефективен контрол, може да не бъде признато или приведено в изпълнение съгласно член 34, параграф 1 от Регламент № 44/2001 на основание на това, че по практически съображения решението не може да бъде приведено в изпълнение по местонахождение на собствеността, въпреки че решението подлежи на изпълнение в контролираната от правителството зона в тази държава? 4. Когато — срещу ответника е било постановено решение в негово отсъствие; — след това ответникът е започнал производство по оспорване пред съда, постановил решението в негово отсъствие; но — жалбата му е отхвърлена след цялостно и справедливо разглеждане на основание, че не е предоставил убедителни основания (което съгласно националното право е необходимо, за да се отмени решение от такъв характер), дали този ответник може да се противопостави на изпълнението на първоначалното решение, постановено в негово отсъствие, или на решението за отхвърляне на жалбата за отмяна, на основание на член 34, параграф 2 от Регламент № 44/2001, по съображение, че документът за образуване на производството не му е бил връчен в достатъчен срок, за да има възможност да организира защитата си преди постановяване на първоначалното решение в негово отсъствие? Има ли значение фактът, че при изслушването са разглеждани само основанията, изтъкнати от ответника? | “ |
| [ 3 ] | |   |

Съдът в Люксембург разглежда делото в голям състав. В писмената и устната му фаза становище по въпроса освен главния адвокат дават и представителите на кипърското, гръцкото и полското правителство, както и на Eврокомисията.
Според заключението, представено от генералния адвокат, за да се отговори на запитването на Апелативния съд на Англия и Уелс, трябва да се направи строго разграничение между „териториалното приложно поле на Регламент (ЕО) № 44/2001 и сферата на приложение, или с други думи казано – сферата, до която се отнасят производства, съответно съдебни решения, за които Регламентът предвижда правна уредба.“. Главният адвокат изяснява, че териториалното приложно поле на регламента съвпада с територията на Европейския съюз с изключение на Дания (която съгласно правото ѝ, дадено по силата на допълнителни споразумения и протоколи, е решила да не прилага регламента на своя територия), и че регламентът се прилага в Обединеното кралство и Република Кипър. Главният адвокат обаче разграничава и сферата на приложение на регламента, т.е. сферата, до която могат да се отнасят решенията на юрисдикция на държава членка, които съгласно Регламента биват признавани и изпълнявани. Адвокатът уточнява, че в този смисъл сферата на приложение излиза извън рамките на приложното поле и се разпростира и до трети държави, което означава, че Регламент (ЕО) № 44/2001 се прилага и по спорове, отнасящи се до трети страни. По отношение на действието на Протокол № 10 с оглед на приложното поле и сферата на приложение на Регламент (ЕО) № 44/2001, генералният адвокат е на мнение, че протоколът и предвиденото в него ограничаване на достиженията на правото на Общността в северната зона на Кипър ограничават териториалното приложно поле на Регламент (ЕО) № 44/2001 и прави невъзможно признаването и изпълнението в северната зона на Кипър на съдебно решение на юрисдикция на държава членка. Главният адвокат обаче подчертава, че делото отнесено до Европейския съд, не отговаря на тези хипотези, тъй като от Апелативния съд на Англия се иска да се произнесе дали да бъде изпълнено в Англия съдебно решение, произнесено от съдебна юрисдикция, намираща се в контролираната от правителството на Република Кипър зона на острова, от което следва, че ограниченията на Протокол 10 не се отнасят до случая на семейство Орамс.
В голяма степен мнението на Съда по първия преюдициален въпрос, изложено в произнесеното от него решение, се припокрива с това на главния адвокат. Съдът също не намира основание Протокол 10 да бъде противопоставян на Регламент (ЕО) № 44/2001, когато става въпрос за дело, в което от съдебна юрисдикция на държава членка на Европейския съюз, се иска да признае решение по търговско или гражданско дело, произнесено от съдебна юрисдикция на друга страна членка, дори когато това решение се отнася до собственост, намираща се в трета страна или в територия, която не се намира под контрола на държавата членка, в която е произнесено решението. В тази връзка съдът в Люксембург приема, че делото на Апостолидис срещу Орамс спада към кръга на гражданските и търговски дела, които са обект на Регламент (ЕО) № 44/2001, и че по смисъла на чл. 22 от същия регламент решението на съда в Никозия е произнесено от компетентния съд в съответствие с международно право и при спазване на установените в Република Кипър правни норми и съдебни процедури. Следователно това решение не удовлетворява хипотезите на член. 35 от регламента, въз основа на който да не бъде регистрирано за прилагане в Англия. Фактът, че кипърският съд няма как да наложи изпълнението на това решение в северната зона на острова по практически съображения, според Европейския съд също не обезсилва това решение и не е основание по смисъла на член 34 от Регламент (ЕО) № 44/2001 то да бъде неуважено, когато се търси изпълнението му в друга страна членка. По въпроса дали неприсъственото решение, произнесено срещу Орамс в Никозия, представлява основание за отказ от изпълнението му в друга държава членка по смисъла на Регламент (ЕО) № 44/2001, Съдът е категоричен, че според регламента признаването или изпълнението на неприсъствено съдебно решение трябва да се откаже при обжалване, ако на ответника не е връчен или съобщен документът за образуване на производството или равностоен документ в достатъчен срок, за да има възможност да организира защитата си, освен ако ответникът не е успял да започне дело за оспорване на съдебното решение пред юрисдикциите на държавата членка по произход, когато е било възможно да стори това. Съдът приема, че в случая правото на защита на семейство Орамс е било уважено, доказателство за което са не само връчените в установения в Кипър срок и ред призовки и уведомления за повдигнатия срещу тях иск, но и най-вече, че съпрузите са имали възможност и са обжалвали решението на Районния съд в Никозия, при което обжалване са изложили доводите си срещу неприсъственото решение на първата инстанция.
Въз основа на тези съображения съдиите в Люксембург приемат, че решението на кипърския съд не отговаря на посочените в Регламент (ЕО) № 44/2001 хипотези, които биха дали основание на английския съд да го обяви за неприложимо във Великобритания, от което следва, че Апелативният съд на Англия няма основание да отхвърли искането на господин Апостолидис решението на кипърския съд по неговото дело да бъде признато в Англия и регистрирано за изпълнение в Англия. Така Съдът на Европейския съюз категорично постановява:
| „ | 1) Спирането на прилагането на достиженията на правото на Общността в зоните в Република Кипър, в които правителството на тази държава членка не упражнява ефективен контрол, предвидено в член 1, параграф 1 от Протокол № 10 за Кипър към Акта относно условията за присъединяването към Европейския съюз на Чешката република, Република Естония, Република Кипър, Република Латвия, Република Литва, Република Унгария, Република Малта, Република Полша, Република Словения и Словашката република и промените в учредителните договори на Европейския съюз, допуска прилагането на Регламент (ЕО) № 44/2001 на Съвета от 22 декември 2000 година относно компетентността, признаването и изпълнението на съдебни решения по граждански и търговски дела към съдебно решение, което е постановено от кипърска юрисдикция, действаща в ефективно контролираната от кипърското правителство зона на острова, но се отнася до недвижим имот, разположен в посочените зони. 2) Член 35, параграф 1 от Регламент № 44/2001 не разрешава юрисдикция на държава членка да откаже признаването или изпълнението на съдебно решение, постановено от юрисдикциите на друга държава членка, отнасящо се до недвижим имот в зона на последната държава, върху която правителството ѝ не упражнява ефективен контрол. 3) Обстоятелството, че постановено от юрисдикциите на държава членка съдебно решение, което се отнася до недвижим имот, който се намира в зона на тази държава, върху която правителството на последната не упражнява ефективен контрол, по практически съображения не може да бъде приведено в изпълнение по местонахождение на недвижимия имот, не съставлява основание за отказ за признаване или изпълнение съгласно член 34, точка 1 от Регламент № 44/2001, както и не предполага липса на изпълнителна сила на такова съдебно решение по смисъла на член 38, параграф 1 от посочения регламент. 4) Признаването или изпълнението на неприсъствено съдебно решение не могат да бъдат отказани на основание член 34, точка 2 от Регламент № 44/2001, когато ответникът е могъл да обжалва неприсъственото съдебно решение и когато посоченото обжалване му дава възможност да изтъкне, че документът за образуване на производството или равностоен документ не са му били връчени или съобщени своевременно и по начин, който да му позволи да организира защитата си. | “ |

## Отзвук и значение
След като излиза решението на Европейския съд, на 10 януари 2010 г. Апелативният съд в Лондон се произнася с окончателно решение в ползва на Мелетис Апостолидис. Лондонският съд отсъжда семейство Ормас да разруши вилата в Лепитос, която са построили върху имота на Апостолидис, и да му заплатят присъдения наем и обезщетение. Освен това Съдът дава на английското семейство срок от четиринадесет дни, за да изпълнят присъдата.
Делото на Апостолидис срещу Орамс предизвиква голям интерес и се следи от обществеността както в Кипър, така и във Великобритания.
За кипърската общественост изходът от делото пред Европейския съд открива възможността гърците, прокудени от северните части на Кипър след 1974, да подават граждански искове срещу граждани на Европейския съюз, станали собственици на отнетите им имоти в отцепените части на острова. Решението обаче е посрещнато с отрицателен отзвук от политиците в Северен Кипър, които смятат, че то ще попречи на преговорите за обединението на острова.
Освен с правните си последици, делото на Апостолидис срещу Орамс ангажира общественото внимание и с факта, че една от страните в него – семейство Орамс, се представлява в британския съд от съпругата на бившия британски премиер Тони Блеър – Чери Блеър. Делото е показателно и с друго – то е и илюстрация за непредвидимите рискове, които крие тенденцията британски и европейки граждани да инвестират средствата си в закупуването на недвижими имоти в чужбина, без да познават историята и политическата конюнктура в районите, в които се придобива собственост, рискувайки по този начин да се окажат в положение, при което да не могат да се разпореждат с имотите, за които са похарчили парите си. Според изчисленията на кипърското правителство има около 10 хиляди чужденци с гръцки кипърски имоти в северния анклав на острова.